# Marsdenia lacicola
Marsdenia lacicola är en oleanderväxtart som beskrevs av P.I. Forster. Marsdenia lacicola ingår i släktet Marsdenia och familjen oleanderväxter. Inga underarter finns listade i Catalogue of Life.